# گیزا فون رادونی
گیزا فون رادوَنی (مجاری: Géza von Radványi؛ ‏ ۲۶ سپتامبر ۱۹۰۷ – ۲۷ نوامبر ۱۹۸۶) کارگردان فیلم، فیلم‌بردار، تهیه‌کننده فیلم و نویسنده اهل مجارستان بود.
از فیلم‌های او می‌توان به کلبه عمو تام اشاره کرد.
وی همچنین برندهٔ جوایزی همچون جایزه کشوت شده‌است.